# 巴特尔 (1955年)
巴特尔（西里尔文：Батул）；（1955年2月—），辽宁康平人，中国共产党、中华人民共和国政治人物，副国级领导人。复旦大学政治经济学硕士。中国共产党第十五届中央候补委员，第十六、十七届中央纪委委员，第十八、十九届、二十届中央委员。曾任中共内蒙古自治区党委副书记、内蒙古自治区人民政府主席、中华人民共和国国家民族事务委员会主任、中共中央统一战线工作部副部長。现任全国政协副主席。

## 生平

### 从政经历
巴特尔早年毕业于海拉尔蒙古族师范学校蒙文大专班。1973年1月参加工作，任职于内蒙古自治区的基层党务部门。1981年12月加入中国共产党。1983年10月，出任共青团呼伦贝尔盟委书记；一年后，晋升为共青团内蒙古自治区委副书记；1986年5月，任共青团内蒙古自治区委书记。
1989年11月，巴特尔被派赴日本东京研修中心，学习经济管理。回国后，曾在北京市朝阳区政府挂职，任区长助理。一年后，回到内蒙古的巴特尔即被任命为中共内蒙古自治区乌海市委副书记；两年后晋升为市委书记并出任市长。
在乌海市工作七年后，巴特尔于1999年被提升为中共内蒙古自治区党委常委、自治区纪委书记；三年后，升任自治区党委副书记、兼纪委书记。2008年4月3日任内蒙古自治区政府副主席、代主席。2009年1月当选为内蒙古自治区主席。
2016年3月30日，在内蒙古自治区十二届人大常委会第二十一次会议第二次全体会议上，巴特尔辞去内蒙古自治区主席职务，改任国家民族事务委员会党组书记。2016年4月28日，中华人民共和国第十二届全国人民代表大会常务委员会第二十次会议上，被任命为国家民族事务委员会主任。2018年3月，当选第十三届全国政协副主席。